# Claude Cahen
Claude Cahen (París, 26 de febrero de 1909 - Savigny-sur-Orge, 18 de noviembre de 1991) fue un historiador marxista francés, de origen judío, especializado en el mundo oriental e islámico, padre del también historiador Michel Cahen.

## Trayectoria académica
Se especializó en el islam durante la Edad Media y la perspectiva musulmana de las Cruzadas, así como en historia social de la sociedad islámica medieval. También escribió trabajos sobre las órdenes Futuwa. Tras estudiar en la École Normale Supérieure, ingresó en el Institut national des langues et civilisations orientales y se doctoró en 1940. Fue profesor en la Universidad de Estrasburgo de 1945 a 1959 y, posteriormente, en la Sorbona. En 1967 fue profesor invitado en la Universidad de Míchigan y en 1973 fue elegido miembro de la Académie des Inscriptions et Belles-Lettres. Se casó y fue padre de seis hijos, entre ellos el también historiador Michel Cahen, autor de una biografía sobre su padre. Cahen fue miembro del Partido Comunista de Francia entre 1930 y 1960. Posteriormente siguió siendo marxista; pese a su origen, ni se identificó como judío ni apoyó el estado de Israel. En 1954 publicó An introduction to the first crusade en la revista de Oxford Past and present.
Cahen es considerado un historiador decano de la historia social islámica y uno de los historiadores islámicos más influyentes del siglo XX, así como el mejor historiador de Oriente Próximo del siglo. El historiador Mark Cohen lo describe como un historiador distinguido del mundo musulmán. Fue prisionero de guerra durante la II Guerra Mundial. Raoul Curiel y Rika Gyselen publicaron en 1995, en homenaje a su trayectoria profesional y por su "distinguida carrera" Itineraires d'Orient: Hommages a Claude Cahen y le fue consagrado un número monográfico de la revista Arabica (43/1 (1996)). Ese número también incluye prácticamente su bibliografía completa.

## Obras
- Le régime féodal de l'Italie Normande (1940)
- La Syrie du Nord au temps des Croisades (1940)
- L'introduction a l'histoire de l'Orient musulman
- Mouvements populaires et autonomisme urbain dan l'Asie musulmane du Moyen Âge (1959)
- Douanes et commerce dans les ports mediterranéens de l'Egipte médiévale (1965)